# Provincia Narathiwat
Narathiwat (în thailandeză นราธิวาส) este o provincie (changwat) din Thailanda. Situată în regiunea de Sud, provincia Narathiwat are în componența sa 13 districte (amphoe), 77 de sub-districte (tambon) și 551 de sate (muban). 
Cu o populație de 720.943 de locuitori și o suprafață totală de 4.475,0 km2, Narathiwat este a 35-a provincie din Thailanda ca mărime după numărul populației și a 50-a după mărimea suprafeței.